# Třída Tchuo-ťiang
Třída Tchuo-ťiang je třída oceánských hlídkových lodí nebo korvety námořnictva Čínské republiky. Vyznačuje se velmi silnou údernou výzbrojí a koncepcí tzv. wave-piercing katamaran. Celkem je plánována stavba dvanáct korvet této třídy. Prototypová jednotka Tchuo-ťiang byla do služby zařazena roku 2014. Na ní navázaly sériové sesterské lodě s konstrukcí vylepšenou na základě zkušeností z provozu prototypu. Do roku 2024 bylo dodáno šest jednotek první série, přičemž probíhala stavba pěti korvet druhé série.
Na základě třídy Tchuo-ťiang byl dále vyvinut hlídkový katamaran pro pobřežní stráž Čínské republiky. Pro pobřežní stráž bylo objednáno dvanáct jednotek této hlídkové verze s označením třída An-pching.

## Stavba
Vývoj oceánských hlídkových lodí třídy Tchuo-ťiang byl zahájen roku 2010 ve  společnostech Naval Shipbuilding Development Center a Ship Ocean Industries R&D Center. Stavbu třídy provádí loděnice Lungteh Shipbuilding v Su-ao. Prototypová jednotka Tchuo-ťiang (Flight 0) byla rozestavěna roku 2012, spuštěna na vodu roku 2014 a do služby byla přijata 23. prosince 2014. V prosinci 2018 loděnice získala zakázku na jedenáct sériových korvet této třídy. Původně bylo plánováno, že plavidla budou stavěna ve dvou hlavních verzích: protiletadlové s řízenými střelami Tien Chien-IIN a úderné se silnou protilodní výzbrojí. V prosinci 2018 bylo rozhodnuto, že třída Tchuo-ťiang bude stavěna jen v jedné variantě a neponese ani žádné vybavení pro boj proti ponorkám.
Jedenáct sériových korvet je rozděleno do dvou skupin po šesti a pěti jednotkách (Flight 1 a Flight 2). Stavba tří jednotek první série Flight 1 byla zahájena 24. května 2019. Ceremonie se účastnila prezidentka Cchaj Jing-wen. První plavidlo Tcha-ťiang bylo dodáno 27. července 2021. Do služby vstoupilo v září 2021. Všechny tři pak do roku 2025. Do roku 2024 pak byly dodány další tři korvety, čímž byla výroba první šestikusové série završena. Výroba třídy pokračovala druhou sérií pěti korvet (Flight 2).
Jednotky třídy Tchuo-ťiang:
| Jméno                 | Série    | Založení kýlu      | Spuštěna          | Vstup do služby  | Status    |
| --------------------- | -------- | ------------------ | ----------------- | ---------------- | --------- |
| Tchuo-ťiang (PGG-618) | Flight 0 | 22. března 2013    | 14. března 2014   | 31. března 2015  | aktivní   |
| Tcha-ťiang (PGG-619)  | Flight 1 | 14. listopadu 2019 | 15. prosince 2020 | 9. září 2021     | aktivní   |
| Fu-ťiang (PGG-620)    | Flight 1 |                    | 21. září 2022     | 19. října 2023   | aktivní   |
| Sü-ťiang (PGG-621)    | Flight 1 | 31. března 2022    | 16. února 2023    | 2. května 2024   | aktivní   |
| Wu-ťiang (PGG-623)    | Flight 1 |                    | 28. června 2023   | 2. května 2024   | aktivní   |
| An-ťiang (PGG-625)    | Flight 1 |                    | 16. října 2023    | 3. července 2024 | aktivní   |
| Wan-ťiang (PGG-626)   | Flight 1 |                    | listopad 2023     | 3. července 2024 | aktivní   |
| Tan-ťiang (PGG-627)   | Flight 2 |                    | 31. března 2025   |                  | ve stavbě |
| Liou-ťiang (PGG-628)  | Flight 2 |                    |                   |                  | ve stavbě |
| (PGG-629)             | Flight 2 |                    |                   |                  | objednána |
| (PGG-630)             | Flight 2 |                    |                   |                  | objednána |
| (PGG-632)             | Flight 2 |                    |                   |                  | objednána |

Na základě plavidel této třídy byla vyvinuta hlídková varianta pro pobřežní stráž. Roku 2019 Kontrakt na stavbu celkem 12 hlídkových lodí v získala domácích loděnicích Jong Shyn Shipbuilding v Kao-siungu. Prototypové plavidlo An-pching (CG 601) bylo spuštěno 27. dubna 2020.
Jednotky třídy An-pching:
| Jméno                | Založení kýlu    | Spuštěna           | Vstup do služby    | Status    |
| -------------------- | ---------------- | ------------------ | ------------------ | --------- |
| An-pching (CG 601)   | 18. června 2019  | 27. dubna 2020     | 11. prosince 2020  | aktivní   |
| Čcheng-kung (CG 602) | 21. února 2020   | 11. prosince 2020  | 25. června 2021    | aktivní   |
| Tan-šuej (CG 603)    | 31. srpna 2020   | 25. června 2021    | 28. října 2021     | aktivní   |
| Čchi-ťin (CG 605)    | 29. ledna 2021   | 28. října 2021     | 8. dubna 2022      | aktivní   |
| Pa-li (CG 606)       | 9. července 2021 | 8. dubna 2022      | 6. října 2022      | aktivní   |
| Ťi-an (CG 607)       | 18. února 2022   | 6. října 2022      | 15. května 2023    | aktivní   |
| Wan-li (CG 609)      | 12. srpna 2022   | 15. května 2023    | 10. listopadu 2023 | aktivní   |
| Jung-kchang (CG 610) | 3. ledna 2023    | 10. listopadu 2023 | 2. června 2024     | aktivní   |
| Čchang-pin (CG 611)  | 4. srpna 2023    | 2. června 2024     | 10. ledna 2025     | aktivní   |
| Su-ao (CG 612)       |                  | 10. ledna 2025     |                    | ve stavbě |
| (CG 613)             | 18. října 2024   |                    |                    | ve stavbě |
| (CG 615)             |                  |                    |                    | ve stavbě |

## Konstrukce

### Třída Tchuo-ťiang

#### První série (Tchuo-ťiang)

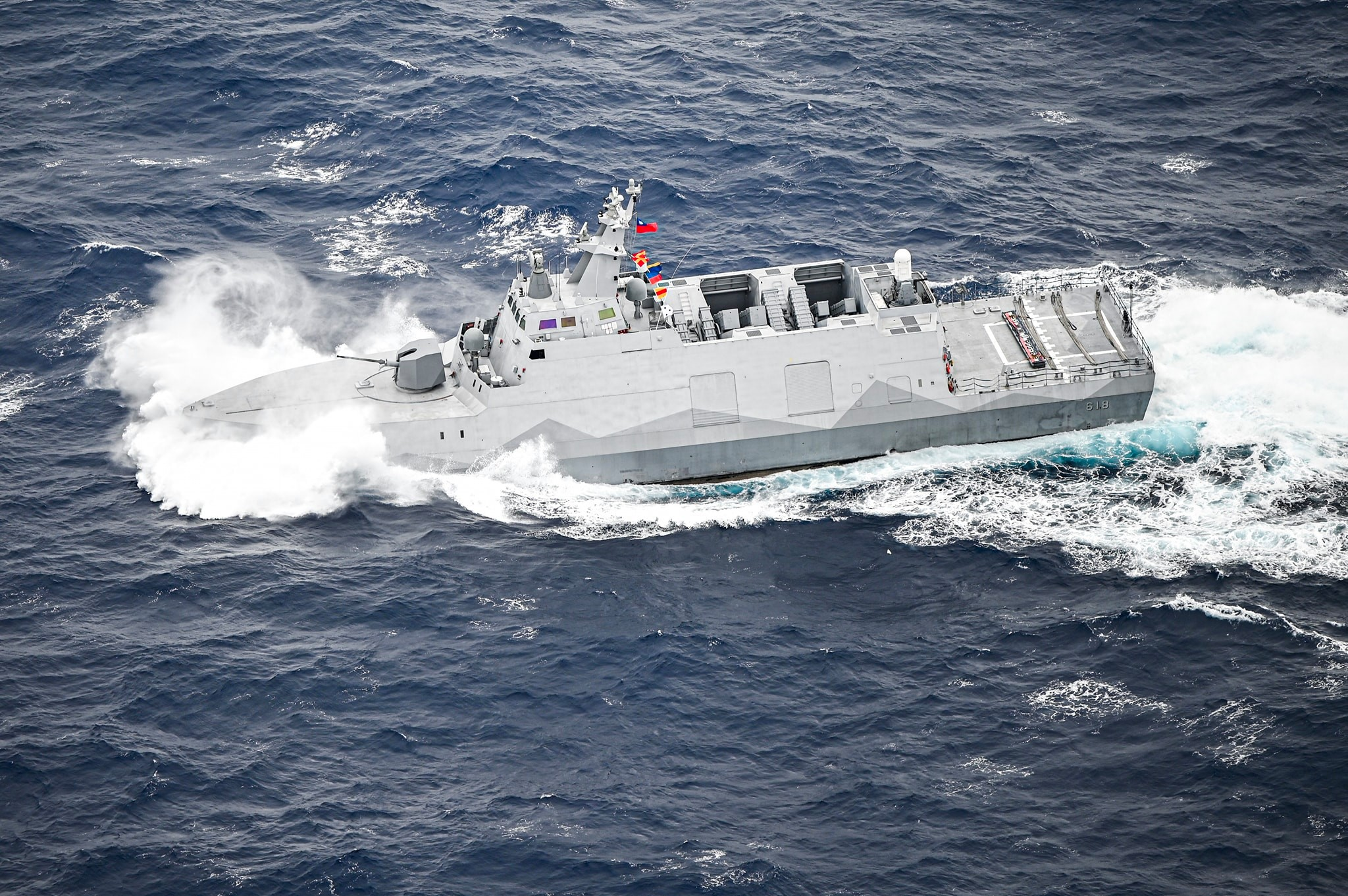
Tchuo-ťiang (PGG-618)

Plavidlo má koncepcí tzv. wave-piercing katamaranu. Je postaveno z hliníkových slitin, přičemž v jeho konstrukci jsou široce uplatněny prvky technologie stealth. Elektronické vybavení tvoří přehledový radar CS/SPG-6N(S), navigační radar, systém řízení palby se střeleckým radarem CS/SPG-6N(T) a optotronický systém. Plavidlo je údajně vybaveno vlečeným sonarem. Pro spojení s pozemními radary a externími senzory slouží datalinky.
Hlavňovou výzbroj tvoří jeden 76mm kanón Mk 75 (licenční výrobek zbrojovky OTO Melara) ve dělové věži na přídi, dva 12,7mm kulomety M2HB před nástavbou a jeden 20mm kanónový komplet blízké obrany Mk 15 Phalanx Block 0 v zadní části nástavby. Velmi silná je úderná výzbroj, ukrytá v nástavbě. Tvoří ji čtyři dvojité vypouštěcí kontejnery protilodních střel Siung-feng II s dosahem 160 km a čtyři dvojité odpalovací kontejnery nadzvukových protilodních střel Siung-feng III s dosahem 300 km. Výzbroj doplňují dva trojhlavňové 324mm protiponorkové torpédomety Mk.32 ukryté pod roletami. Na zádi se nachází přistávací plocha pro vrtulník, nebo bezpilotní letouny. Plavidlo ale není vybaveno hangárem.
Pohonný systém je koncepce CODAD se čtyřmi diesely MTU 20V 4000 M93L o výkonu 4300 kW, které pohánějí čtyři vodní trysky MJP 850 CSU. Elektřinu dodávají dva generátory Kohler 350EOZC o výkonu 350 kW. Nejvyšší rychlost dosahuje 43 uzlů. Dosah je 2000 námořních mil.

#### Druhá série

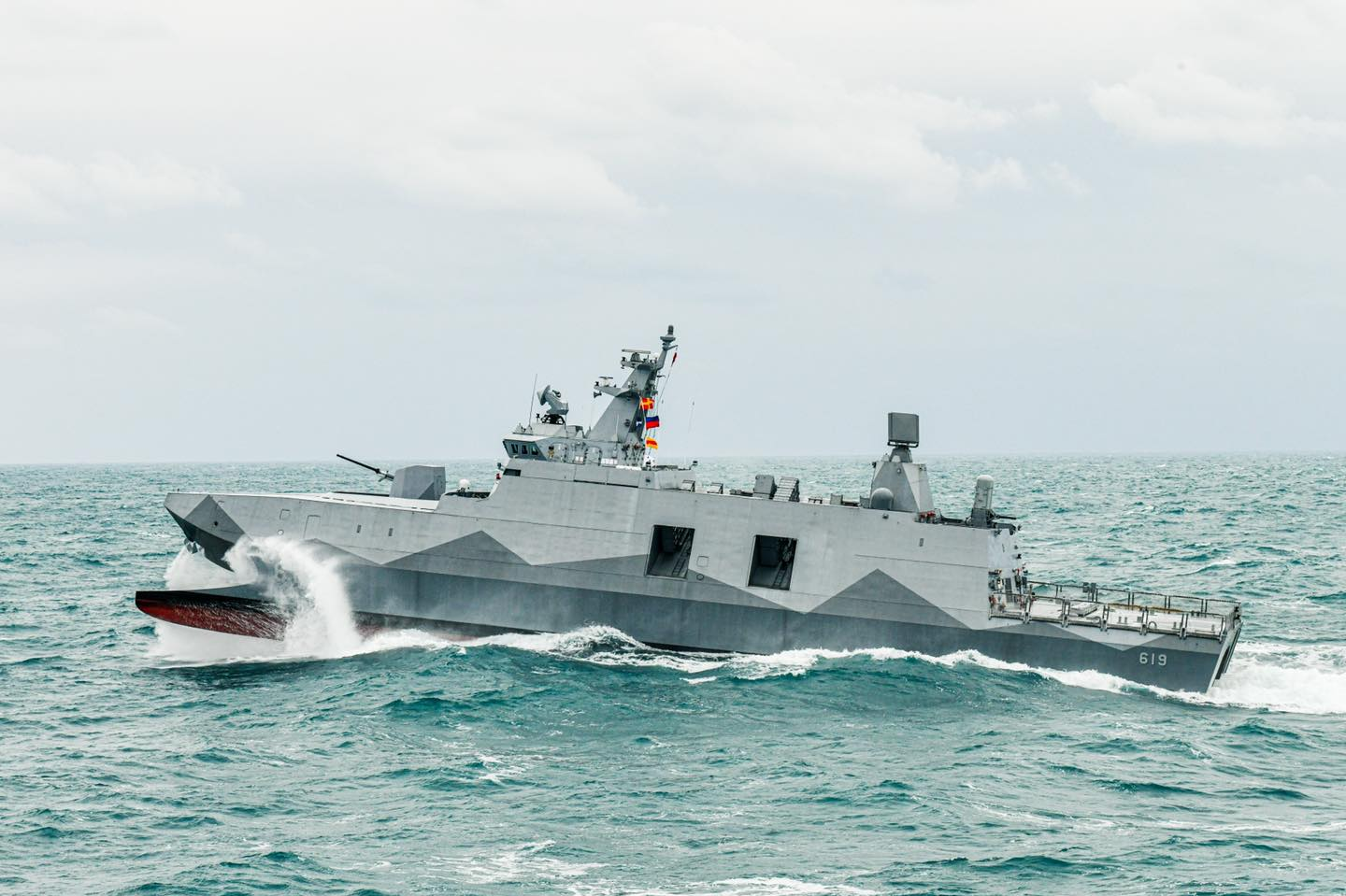
Tcha-ťiang (PGG-619)

Plavidla druhé série mají plný výtlak 685 tun a délku prodlouženou na 65 metrů. Upraveno bylo složení výzbroje. Hlavňovou výzbroj tvoří jeden 76mm kanón Mk 75 (licenční výrobek zbrojovky OTO Melara) ve dělové věži na přídi a jeden 20mm kanónový komplet blízké obrany Mk 15 Phalanx v zadní části nástavby. Údernou výzbroj představují čtyři dvojité vypouštěcí kontejnery protilodních střel Siung-feng II s dosahem 160 km a dva dvojité odpalovací kontejnery nadzvukových protilodních střel Siung-feng III s dosahem 300 km. Oproti prototypu plavidla nesou 16 protiletadlových řízených střel TC-2N ve čtyřnásobném vertikálním vypouštěcím silu. Nejvyšší rychlost dosahuje 45 uzlů.

### Třída An-pching

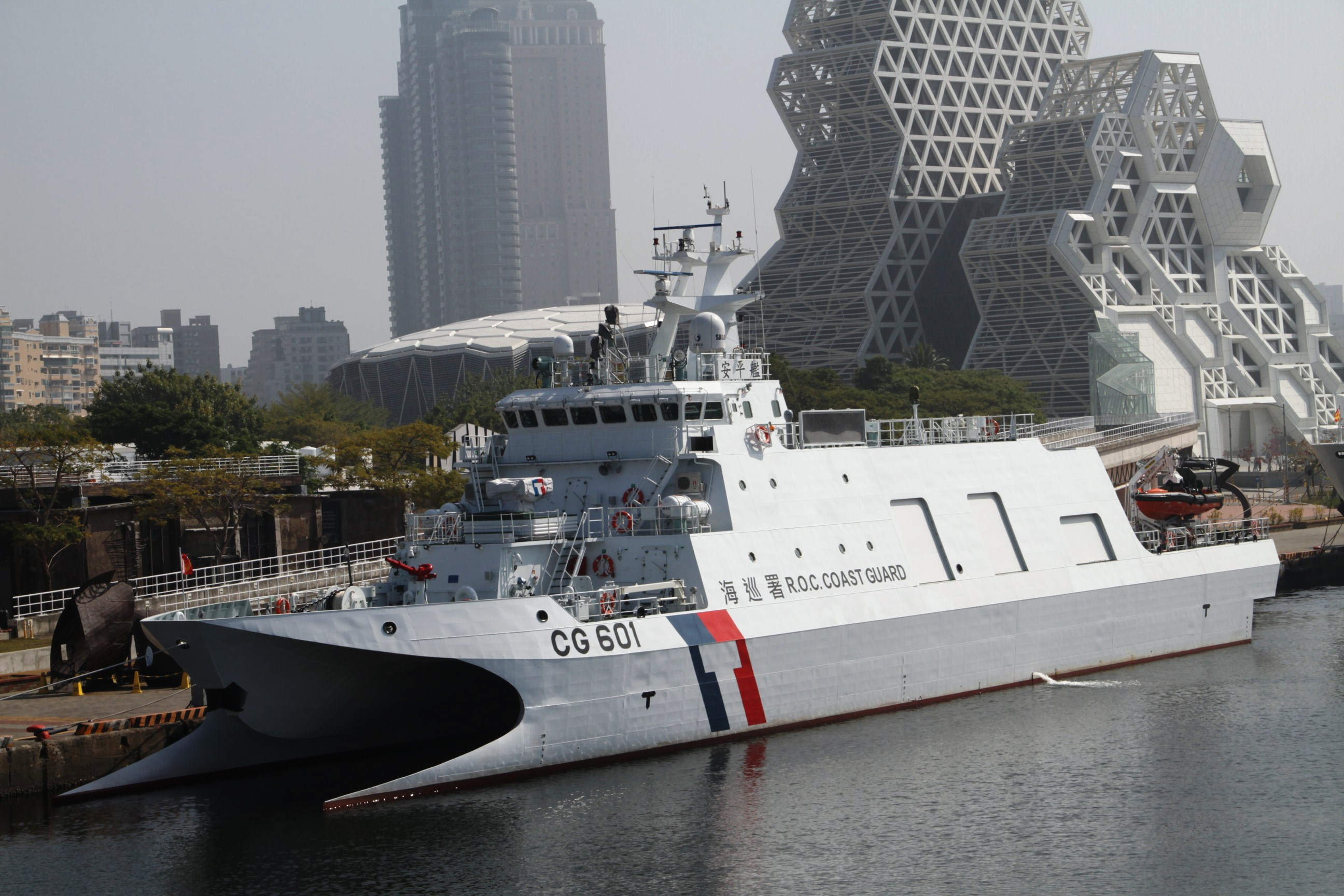
An-pching (CG 601)

Plavidlo slouží primárně pro hlídkování, takže má upravené vybavení a výzbroj. Plavidla jsou vyzbrojeny jedním vodní dělo a šest sedmihlavňové odpalovací zařízení pro 70mm neřízené střely Čeh-chaj na přídi. Dále dva 20mm kanóny T-75 ve dálkově ovládané zbraňové stanici XTR-102A2 na plošině umístěné na zádi. V případě potřeby je bude možné vyzbrojeny jedním kanón Mk 15 Phalanx a čtyři čtyřnásobné odpalovací kontejnery pro protilodními střelami Siung-feng II či Siung-feng III. Pohonný systém tvoří dva diesely MTU 16V 4000 M93L a MTU 20V 4000 M93L navzájem, pohánějící čtyři vodních trysek HamiltonJet HT900. Nejvyšší rychlost dosahuje 44 uzlů. Dosah je 3250 námořních mil při rychlosti 12 uzlů. Dosah je 2000 námořních mil.